# Nikko London
Nikko London (Brooklyn, 14 de agosto de 1975) es un músico, productor, cantante y personalidad de televisión, conocido por aparecer en el reality show de la cadena VH1 Love & Hip Hop: Atlanta.
En 2007 contrajo matrimonio con Margeaux Simms.

## Discografía
- 2011, Just Landed